# 537
Раннє Середньовіччя. У Східній Римській імперії триває правління Юстиніана I. Імперія веде війну з Остготським королівством за Апеннінський півострів. Франкське королівство, розділене на частини між синами Хлодвіга. Іберію займає Вестготське королівство, у Тисо-Дунайській низовині лежить Королівство гепідів. В Англії розпочався період гептархії.
У Китаї період Північних та Південних династій. На півдні править династія Лян, на півночі Північна Вей розпалася на Східну Вей та Західну Вей. В Індії правління імперії Гуптів. В Японії триває період Ямато. У Персії править династія Сассанідів.
На території лісостепової України в VI столітті виділяють пеньківську й празьку археологічні культури. VI століття стало початком швидкого розселення слов'ян. У Північному Причорномор'ї співіснують різні кочові племена, зокрема гуни, сармати, булгари, алани.

## Події
- 2 березня остготи розпочали облогу Рима, захопленого в грудні минулого року візантійським полководцем Велізарієм. Вони розташували 7 таборів так, щоб перекрити кожні ворота міста й блокували акведуки, які постачали Рим водою.
- Велізарій просить у Константинополя підмоги. 9 квітня прибули 1600 вояків, здебільшого гуни й слов'яни. У листопаді прибувають 3 тис. ісаврійців та 1800 кавалеристів, а також харчові припаси.
- У грудні візантійці захопили Ріміні, де їх радо вітає римське населення.
- Візантійські війська на чолі з двоюрідним братом імператора Юстиніана I Германом придушили повстання в Північній Африці.
- На півночі Китаю йде війна між Східною та Західною Вей. Битва при Шаюані.
- Розпочався понтифікат Вігілія.
- Битва при Камлані короля Артура.

## Померли
- Сільверій, Папа Римський.